# Copa Merconorte
La Copa Merconorte fue una competición oficial internacional sudamericana de clubes de fútbol organizada por la Conmebol, siendo avalada tanto por esta como por la FIFA. Se disputó en cuatro ocasiones desde su primera edición en 1998 hasta su última en 2001. En ella participaron inicialmente clubes de la Comunidad Andina (Bolivia, Colombia, Ecuador, Perú y Venezuela) a la que posteriormente se unieron clubes de Costa Rica, Estados Unidos y México.
Paralelamente se disputaba la Copa Mercosur, que agrupaba a equipos de los países afiliados a la Conmebol que no participaban en la Copa Merconorte; es decir, clubes de Argentina, Brasil, Chile, Paraguay y Uruguay.
A partir de la edición de 2000, la Copa Merconorte y la Copa Mercosur reemplazaron en el segundo semestre del año a la Copa Conmebol, la cual fue eliminada desde entonces. Tanto la Copa Merconorte como la Copa Mercosur fueron reemplazadas, a su vez, por la Copa Sudamericana a partir del año 2002 debido al fracaso en el intento de jugar la Copa Panamericana que unificara a los dos torneos, del norte y del sur.
El club que más títulos logró fue Atlético Nacional con dos, seguido por Millonarios con un título y un subcampeonato, y por América de Cali con un título, todos equipos colombianos.
Es considerada como una de las cuatro precursoras de la actual Copa Sudamericana, junto a la Supercopa Sudamericana, la Copa Conmebol y la Copa Mercosur.
Lo que llevó a la desaparición de la Copa Merconorte fue que el canal de televisión que compró los derechos para televisarla en ese momento, Panamerican Sports Network (PSN), no pagó los mismos a la organización causando un efecto dominó de deudas con Conmebol; por consiguiente, falta de logística para poder seguir jugándola. Este hecho también llevó a la desaparición de la Copa Mercosur.
Fue el segundo torneo de Conmebol en el que participaron clubes de México y el primero donde participaron clubes de Costa Rica y Estados Unidos.

## Historia
La Copa Merconorte fue un torneo organizado por la Confederación Sudamericana de Fútbol (CONMEBOL) y la empresa Teledeportes (Grupo Clarín) durante los años 1998, 1999, 2000 y 2001, y junto con la Copa Mercosur (torneo disputado paralelamente a la Copa Merconorte donde participaban los equipos del Cono Sur; o sea, Argentina, Brasil, Paraguay, Uruguay y Chile) fueron los reemplazos de la Supercopa y, posteriormente, también de la Copa Conmebol.
La Merconorte, como su nombre lo indica, agrupó equipos de la parte norte del continente americano y durante el transcurso de sus cuatro ediciones alcanzaron a participar equipos de Colombia, México, Perú, Ecuador, Bolivia, Venezuela, Costa Rica y Estados Unidos. Fue una copa de formato similar a la Copa Simón Bolívar, copa que integraba a los países del norte de Sudamérica: Perú, Colombia, Venezuela, Ecuador y Bolivia.
En 2002, se unificaron las copas Merconorte y Mercosur para dar paso a la Copa Sudamericana.
La historia de la Copa Merconorte tiene como ganadores en sus cuatro versiones a tres de los equipos más importantes de la Primera A del fútbol profesional colombiano: Millonarios, América de Cali y Atlético Nacional. Millonarios ganó la última edición del torneo en el 2001, disputando la final ante Emelec de Ecuador en los penales. También hay que resaltar a Atlético Nacional, que se impuso en dos ocasiones en el torneo.
El máximo goleador de estos torneos fue Otilino Tenorio, del Emelec, quién en la última edición de este torneo marcó 7 goles.
El único equipo que llegó hasta la final en este torneo y no fue colombiano fue el Emelec de Ecuador, equipo que en el 2001 fue subcampeón tras jugar con Millonarios hasta los penales.
Lo que llevó a la desaparición de la Copa Merconorte fue que el canal de televisión que compró los derechos para televisarla en ese momento, Panamerican Sports Network (PSN), no pagó los mismos a la organización causando un efecto dominó de deudas con la Conmebol y, por consiguiente, falta de logística para poder seguir jugándola. Este hecho también llevó a la desaparición de la Copa Mercosur.

## Distribución de equipos participantes
Para intervenir en esta competición se invitó en las primeras dos ediciones a 12 de los más importantes clubes de cinco países Bolivarianos de Sudamérica, las mismas se hicieron en atención a los logros históricos y presentes de los equipos, y a su importancia en cuanto a público en su nación. Colombia contaba con 4 cupos, Ecuador y Perú con 3, mientras que Bolivia y Venezuela tenían 1 cupo; en la tercera edición se le restó un cupo a Colombia y se le asignó a Costa Rica mientras se extendió invitación a 4 clubes mexicanos, en la última edición participaron 2 clubes de Estados Unidos y se le restó 1 cupo a México y 1 cupo a Colombia para tener un torneo con 16 clubes.
En la siguiente tabla se muestran todos los equipos que participaron en todas las ediciones de la Copa Merconorte:
| País           | Edición                                                      | Edición                                                | Edición                                       | Edición                                       |
| -------------- | ------------------------------------------------------------ | ------------------------------------------------------ | --------------------------------------------- | --------------------------------------------- |
| País           | 1998                                                         | 1999                                                   | 2000                                          | 2001                                          |
| Bolivia        | The Strongest                                                | The Strongest                                          | Oriente Petrolero                             | Blooming                                      |
| Colombia       | América de Cali Atlético Nacional Deportivo Cali Millonarios | América de Cali Atlético Nacional Santa Fe Millonarios | América de Cali Atlético Nacional Millonarios | América de Cali Atlético Nacional Millonarios |
| Costa Rica     | —                                                            | —                                                      | Alajuelense                                   | —                                             |
| Ecuador        | Barcelona El Nacional Emelec                                 | Barcelona El Nacional Emelec                           | Barcelona El Nacional Emelec                  | Aucas Barcelona Emelec                        |
| Estados Unidos | —                                                            | —                                                      | —                                             | Kansas City Wizards MetroStars                |
| México         | —                                                            | —                                                      | Guadalajara Necaxa Pachuca Toluca             | Guadalajara Necaxa Santos Laguna              |
| Perú           | Alianza Lima Sporting Cristal Universitario                  | Alianza Lima Sporting Cristal Universitario            | Alianza Lima Sporting Cristal Universitario   | Alianza Lima Sporting Cristal Universitario   |
| Venezuela      | Caracas                                                      | Caracas                                                | Estudiantes de Mérida                         | Deportivo Italchacao                          |

En negrita, los equipos campeones de cada edición.

## Campeones
| Año           | Campeón                    | Resultado          | Subcampeón              | Semifinalistas       | Semifinalistas       |
| ------------- | -------------------------- | ------------------ | ----------------------- | -------------------- | -------------------- |
| 1998 Detalles | Atlético Nacional Colombia | 3:1 1:0            | Deportivo Cali Colombia | Millonarios Colombia | El Nacional Ecuador  |
| 1999 Detalles | América de Cali Colombia   | 1:2 1:0 (5:3 pen.) | Santa Fe Colombia       | Alianza Lima Perú    | Caracas Venezuela    |
| 2000 Detalles | Atlético Nacional Colombia | 0:0 2:1            | Millonarios Colombia    | Guadalajara México   | Emelec Ecuador       |
| 2001 Detalles | Millonarios Colombia       | 1:1 (3:1 pen.)     | Emelec Ecuador          | Necaxa México        | Santos Laguna México |

## Palmarés

### Títulos por equipo
| Equipo            | Títulos | Subtítulos | Semifinales | Años campeón |
| ----------------- | ------- | ---------- | ----------- | ------------ |
| Atlético Nacional | 2       | 0          | 0           | (1998, 2000) |
| Millonarios       | 1       | 1          | 1           | (2001)       |
| América de Cali   | 1       | 0          | 0           | (1999)       |
| Deportivo Cali    | 0       | 1          | 0           | -            |
| Santa Fe          | 0       | 1          | 0           | -            |
| Emelec            | 0       | 1          | 1           | -            |
| El Nacional       | 0       | 0          | 1           | -            |
| Alianza Lima      | 0       | 0          | 1           | -            |
| Caracas           | 0       | 0          | 1           | -            |
| Guadalajara       | 0       | 0          | 1           | -            |
| Necaxa            | 0       | 0          | 1           | -            |
| Santos Laguna     | 0       | 0          | 1           | -            |

### Títulos por país
| País           | Títulos | Subtítulos |
| -------------- | ------- | ---------- |
| Colombia       | 4       | 3          |
| Ecuador        | 0       | 1          |
| México         | 0       | 0          |
| Perú           | 0       | 0          |
| Venezuela      | 0       | 0          |
| Costa Rica     | 0       | 0          |
| Estados Unidos | 0       | 0          |

1. ↑  Participó en las ediciones del 2000 y 2001 en calidad de invitado.
2. ↑  Participó en la edición del 2000 en calidad de invitado.
3. ↑  Participó en la edición del 2001 en calidad de invitado.

## Tabla histórica de puntos
Esta tabla muestra los puntos acumulados de los equipos participantes a lo largo de las cuatro ediciones:

| Pos. | Equipo                | Pts. | PJ | PG | PE | PP | GF | GC | Dif. |
| 1.   | Millonarios           | 54   | 34 | 15 | 9  | 10 | 51 | 44 | +7   |
| 2.   | Atlético Nacional     | 52   | 32 | 14 | 10 | 8  | 55 | 37 | +18  |
| 3.   | Emelec                | 47   | 30 | 12 | 11 | 7  | 42 | 32 | +10  |
| 4.   | América de Cali       | 42   | 28 | 11 | 9  | 8  | 37 | 36 | +1   |
| 5.   | Alianza Lima          | 34   | 26 | 9  | 7  | 10 | 33 | 33 | 0    |
| 6.   | El Nacional           | 29   | 20 | 8  | 5  | 7  | 26 | 29 | –3   |
| 7.   | Necaxa                | 25   | 14 | 7  | 4  | 3  | 22 | 15 | +7   |
| 8.   | Universitario         | 25   | 24 | 6  | 7  | 11 | 27 | 37 | –10  |
| 9.   | Sporting Cristal      | 24   | 24 | 5  | 9  | 10 | 32 | 39 | –7   |
| 10.  | Barcelona             | 23   | 24 | 4  | 11 | 9  | 29 | 39 | –10  |
| 11.  | Caracas               | 21   | 14 | 6  | 3  | 5  | 17 | 18 | –1   |
| 12.  | Santos Laguna         | 18   | 8  | 6  | 0  | 2  | 20 | 11 | +9   |
| 13.  | Santa Fe              | 18   | 10 | 5  | 3  | 2  | 14 | 7  | +7   |
| 14.  | Guadalajara           | 16   | 14 | 4  | 4  | 6  | 19 | 21 | –2   |
| 15.  | Deportivo Cali        | 14   | 10 | 4  | 2  | 4  | 11 | 10 | +1   |
| 16.  | Deportivo Italchacao  | 12   | 6  | 4  | 0  | 2  | 9  | 8  | +1   |
| 17.  | The Strongest         | 12   | 12 | 3  | 3  | 6  | 12 | 24 | –12  |
| 18.  | MetroStars            | 9    | 6  | 3  | 0  | 3  | 8  | 5  | +3   |
| 19.  | Alajuelense           | 9    | 6  | 2  | 3  | 1  | 9  | 7  | +2   |
| 20.  | Pachuca               | 9    | 6  | 3  | 0  | 3  | 6  | 7  | –1   |
| 21.  | Toluca                | 8    | 6  | 2  | 2  | 2  | 15 | 11 | +4   |
| 22.  | Estudiantes de Mérida | 7    | 6  | 2  | 1  | 3  | 9  | 11 | –2   |
| 23.  | Oriente Petrolero     | 5    | 6  | 1  | 2  | 3  | 7  | 11 | –4   |
| 24.  | Kansas City Wizards   | 4    | 6  | 1  | 1  | 4  | 8  | 12 | –4   |
| 25.  | Aucas                 | 4    | 6  | 1  | 1  | 4  | 6  | 11 | –5   |
| 26.  | Blooming              | 1    | 6  | 0  | 1  | 5  | 3  | 12 | –9   |

## Goleadores
| Año                   | Goleador          | Club              | Goles |
| --------------------- | ----------------- | ----------------- | ----- |
| 1998                  |                   |                   |       |
| Héctor Ferri          | El Nacional       | 4                 |       |
| Néider Morantes       | Atlético Nacional | 4                 |       |
| Rafael Castellín      | Caracas           | 4                 |       |
| Héctor Hurtado        | América de Cali   | 4                 |       |
| Carlos Alberto Juárez | Emelec            | 4                 |       |
| 1999                  | Juan García       | Caracas           | 6     |
| 2000                  | León Darío Muñoz  | Atlético Nacional | 6     |
| 2001                  | Otilino Tenorio   | Emelec            | 7     |